# HERE & THERE - S.E.S Single Collection
《HERE & THERE - S.E.S Single Collection》은 대한민국의 3인조 걸 그룹 가수 《S.E.S.》가 일본에서 발매한 2번째 베스트 음반이다.

## 설명
수록곡 전곡이 10초에서 1분가량 편집된 Edit Version으로 수록되어 있다. (싱글,앨범의 수록 버전들과 비교 해보면 짧아진 길이를 가늠할 수 있다. 이런류의 편집 앨범들은 대부분 Radio Edit 라는 원곡 보다 짧아진 버전의 수록곡을 수록 하고 있는 것이 대부분)

## 트랙 리스트
1. めぐりあう世界 (4:59)
2. Believe in Love (5:15)
3. 夢をかさねて (More Boost Mix) (5:09)
4. Lovin You (Opus Mix) (4:29)
5. (愛)という名の誇り (Single Version) (5:20)
6. Unh~HAPPY DAY (5:14)
7. T.O.P. -Twinkling Of Paradise- (Masters Funk Remix) (4:54)
8. Love is..day by day (4:35)
9. Sign Of Love (DJ Tavouret Clubmix) (6:15)
10. Round & Round (4:09)
11. 海のオーロラ (Blizzard Mix) (5:44)
12. Lovin' You (4:51)
13. めぐりあう世界 (Miami DJ Mix) (5:17)